# تجمع بدو بئر الغلب (بروم ميفع)
'

تعديل مصدري - تعديل

تجمع بدو بئر الغلب هي إحدى قرى عزلة بروم بمديرية بروم ميفع التابعة لمحافظة حضرموت، بلغ تعداد سكانها 34 نسمة حسب تعداد اليمن لعام 2004.